# Championnat de Russie d'échecs

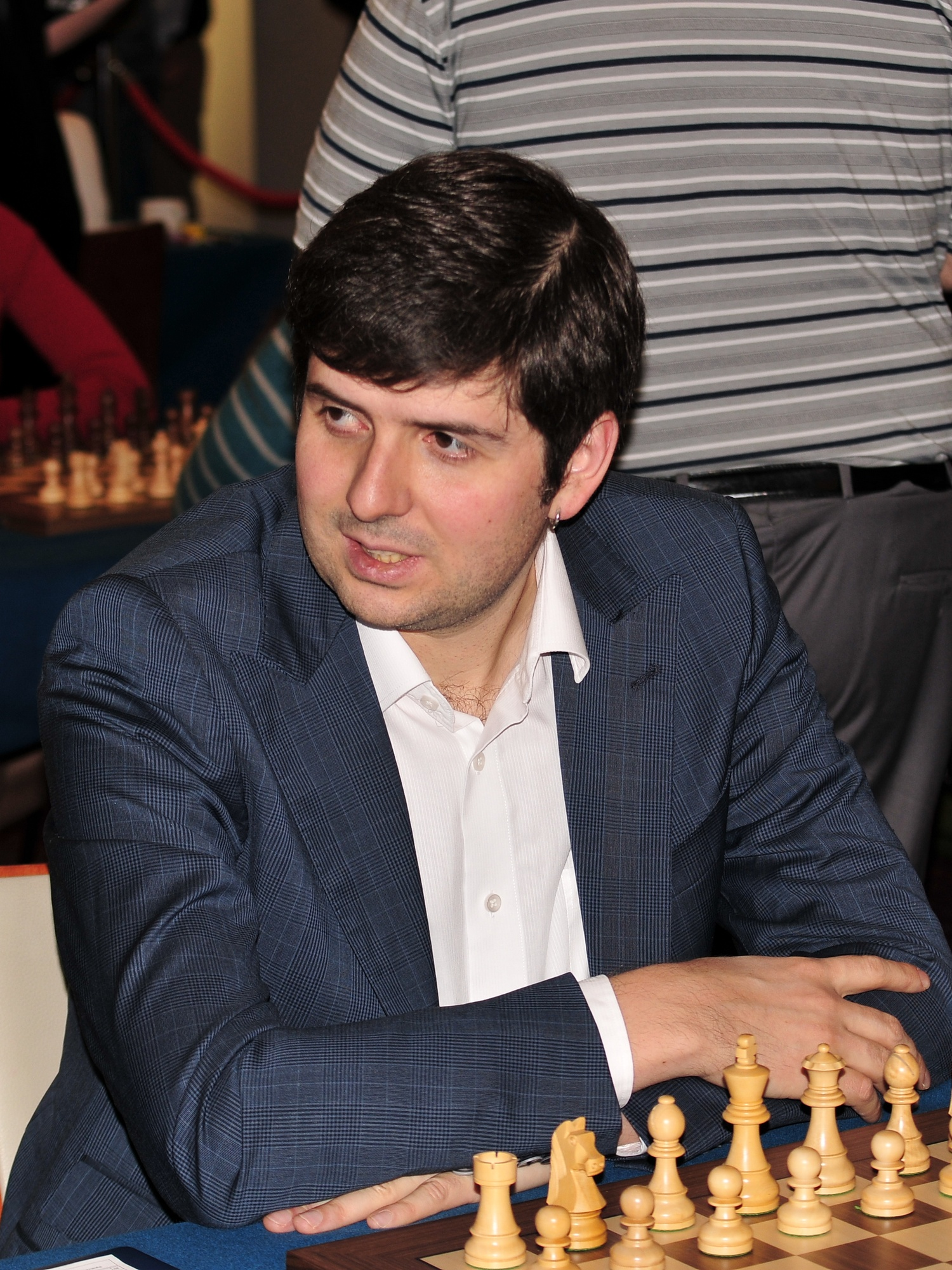
Le Grand maître international russe Peter Svidler, multiples champions du Championnat de Russie d'échecs à Varsovie en 2013.

Le Championnat de Russie d'échecs a pris des formes diverses à travers l'histoire : d'abord championnat de l'Empire russe, puis championnat de la République socialiste fédérative soviétique de Russie (RSFSR) de 1920 à 1991, puis championnat de la fédération de Russie (depuis 1992). Il est organisé par la Fédération russe des échecs depuis 1992.

## Multiples vainqueurs
8 titres
- Peter Svidler a remporté huit titres sous trois formats différents :
  - système suisse (en 1994, 1995 et 2003) ;
  - tournoi à élimination directe (en 1997) ;
  - tournoi toutes rondes (en 2008,  2011, 2013 et 2017).

5 titres
- Rachid Nejmetdinov (en 1950, 1951, 1953, 1957 et 1958)

3 titres consécutifs
- Mikhaïl Tchigorine (en 1899, 1901 et 1903)
- Akiba Rubinstein (en 1907-1908, 1909 et 1912)

2 titres
- Alexandre Alekhine (en 1914 et 1920)
- Gueorgui Ilivitski (en 1948 et 1949)
- Nikolaï Kroguious (en 1952 et 1964)
- Leonid Chamkovitch (en 1954 et 1956)
- Anatoli Loutikov (en 1955 et 1959)
- Noukhim Rachkovski (en 1974 et 1976)
- Akeksandr Petrouchine (en 1980 et 1985)
- Sergueï Roublevski (en 1991 et 2005)
- Aleksandr Morozevitch (en 1998 et 2007)
- Ian Nepomniachtchi (en 2010 et 2020)
- Dmitri Andreïkine (en 2012 et 2018)
- Ievgueni Tomachevski (en 2015 et 2019)
- Vladislav Artemiev (en 2023 et 2024)

## Avant 1899
Les premiers maîtres russes furent Alexandre Petrov (1797-1867), Carl Jaenisch (1813-1872), les frères Sergueï Ouroussov et Dmitri Ouroussov et Ilia Choumov (1819-1881).
En 1874, Emanuel Schiffers remporta un tournoi à handicap devant Choumov et son élève Mikhaïl Tchigorine (né la même année que Schiffers, en 1850). Il était considéré comme le meilleur joueur russe avant que Tchigorine le batte dans un match en 1879 (+7 =2 -4).

## De 1899 à 1914: tournoi de maîtres de toute la Russie
À partir de 1899, le championnat est disputé sous le forme d'un Tournoi toutes rondes, connu sous le nom de Congrès pan-russe ou  Tournoi de maîtres de toute la Russie. En voici le palmarès (les dates sont données dans le calendrier grégorien) :
| Édition | Date            | Ville             | Vainqueur(s)                         | Deuxième(s)                             | Troisième(s)                       |
| ------- | --------------- | ----------------- | ------------------------------------ | --------------------------------------- | ---------------------------------- |
| 1       | septembre 1899  | Moscou            | Mikhaïl Tchigorine                   | Emanuel Schiffers                       | Stepan Levitski                    |
| 2       | janvier 1901[2] | Moscou            | Mikhaïl Tchigorine                   | Emanuel Schiffers                       | David Janowski                     |
| 3       | septembre 1903  | Kiev              | Mikhaïl Tchigorine                   | Ossip Bernstein                         | Vladimir Iourevitch                |
| 4       | janvier 1906[3] | Saint-Pétersbourg | Georg Salwe                          | Benjamin Blumenfeld Akiba Rubinstein    |                                    |
| 5       | 1907-1908[4]    | Łódź              | Akiba Rubinstein                     | Semion Alapine                          | Georg Salwe Eugène Znosko-Borovsky |
| 6       | février 1909    | Vilnius           | Akiba Rubinstein                     | Sergueï Freymann Abram Rabinovitch (en) |                                    |
| 7       | septembre 1912  | Vilnius           | Akiba Rubinstein                     | Ossip Bernstein                         | Stepan Levitski                    |
| 8       | janvier 1914[5] | Saint-Pétersbourg | Alexandre Alekhine Aaron Nimzowitsch |                                         | Alexander Flamberg                 |

## 1920 à 1991: championnat de la RSFSR
Après la création de l'URSS (voir championnat d'échecs d'URSS), le championnat de Russie continua d'exister comme championnat de la RSFSR dont furent exclus les joueurs de Moscou et de Léningrad qui avaient leur propre championnat.
| Éd. | Année | Lieu(x)                           | Champion(s)                        | Score     | Score                  | Deuxième(s)                                                                               |
| --- | ----- | --------------------------------- | ---------------------------------- | --------- | ---------------------- | ----------------------------------------------------------------------------------------- |
| 1 | 1920  | Moscou                            | Alexandre Alekhine                 | 12 / 15   | (+9 −0 =6)             | Piotr Romanovski                                                                          |
| 2 | 1923  | Pétrograd                         | Piotr Romanovski                   | 10 / 12   | (+9 −1 =2)             | Grigory Levenfish                                                                         |
| 3 | 1928  | Moscou                            | Piotr Izmaïlov                     | 10 / 13   | (+8 -1 =4)             | Mikhaïl Cherbachine                                                                       |
| 4 | 1934  | Moscou                            | Sergueï Belavenets                 | 4 / 5     | (+3 =2)                | Piotr Doubinine                                                                           |
| 5 | 1935  | Gorki                             | Aleksandr Tolouch                  | 6,5 / 9   | (+6 −2 =1)             | Alekseï Sokolski                                                                          |
| |       |                                   |                                    |           |                        |                                                                                           |
| 6 | 1946  | Sverdlovsk                        | Issaak Boleslavski                 | 9 / 11    | (+7 −0 =4)             | Piotr Doubinine Konstantin Klaman Jakov Estrine                                           |
| 7 | 1947  | Kouïbychev                        | Nikolaï Novotelnov                 | 11,5 / 13 | (+10 =3)               | Rachid Nejmetdinov                                                                        |
| 8 | 1948  | Saratov                           | Gueorgui Ilivitski                 | 10 / 15   | (+5 =10)               | Nikolaï Aratovski (après un match de départage avec Illivitski)                           |
| 9 | 1949  | Iaroslavl                         | Gueorgui Ilivitski                 | 9,5 / 13  | (+6 -2 =5)             | Piotr Doubinine (après un match de départage avec Illivitski)                             |
| 10 | 1950  | Gorki                             | Rachid Nejmetdinov                 | 8 / 11    | (+6 -2 =4)             | Lev Aronine Issaak Boleslavski Nikolaï Novotelnov                                         |
| 11 | 1951  | Iaroslavl                         | Rachid Nejmetdinov                 | 9 / 13    | (+7 -1 =4)             | Nikolaï Kroguious                                                                         |
| 12 | 1952  | Toula                             | Lev Aronine, Nikolaï Kroguious     | 8,5 / 13  | (+6 -2 =5) (+4 =9)     |                                                                                           |
| 13 | 1953  | Saratov                           | Rachid Nejmetdinov                 | 11 / 15   | (+8 -2 =5)             | Lev Polougaïevski                                                                         |
| 14 | 1954  | Rostov-sur-le-Don                 | Leonid Chamkovitch                 | 12 / 17   | (+10 -3 =4)            | Rachid Nejmetdinov                                                                        |
| 15 | 1955  | Léningrad                         | Anatoli Loutikov                   | 14 / 19   | (+10 -1 =8)            | Nikolaï Kroguious Lev Polougaïevski                                                       |
| 16 | 1956  | Kislovodsk                        | Léonid Chamkovitch                 | 11,5 / 18 | (+7 −2 =9)             | Nikolaï Kroguious Rachid Nejmetdinov Iefim Stoliar                                        |
| 17 | 1957  | Krasnodar                         | Rachid Nejmetdinov                 | 12 / 17   |                        | Boris Vladimirov Anatoli Loutikov Vitali Tarassov Léonid Chamkovitch                      |
| 18 | 1958  | Sotchi                            | Rachid Nejmetdinov                 | 13 / 19   | (+8 -1 =10)            | Viktor Kortchnoï Lev Polougaïevski Semion Fourman                                         |
| 19 | 1959  | Voronej                           | Anatoli Loutikov                   | 12 / 16   | (+7 −0 =10)            | Léonid Chamkovitch                                                                        |
| 20 | 1960  | Perm                              | Vitali Tarassov (Mark Taïmanov)    | 12 / 17   | (+7 −0 =10) (+7 −1 =8) |                                                                                           |
| 21 | 1961  | Omsk                              | Lev Polougaïevski                  | 12,5 / 17 | (+7 -1 =11)            | Vladimir Antochine Lev Belov Giorgueï Borissenko Anatoli Lein Rachid Nejmetdinov          |
| |       |                                   |                                    |           |                        |                                                                                           |
| 22 | 1963  | Tcheliabinsk                      | Anatoli Lein                       | 12 / 17   | (+10 -3 =4)            | Gueorgui Ilivitski                                                                        |
| 23 | 1964  | Kazan                             | Nikolaï Kroguious                  | 10 / 15   | (+4 -0 =12)            | Guiorgueï Borissenko Anatoli Lein                                                         |
| |       |                                   |                                    |           |                        |                                                                                           |
| 24 | 1966  | Saratov                           | Vladimir Serguievski               | 12 / 19   | (+8 -3 =8)             | Anatoli Lein Igor Zakharov (après un mini-tournoi de départage avec Serguievski)          |
| En 1967, le championnat était remplacé par la spartakiade de Russie, un système suisse disputé à Léningrad et remporté par Joukhovitski et Spassky.                   |       |                                   |                                    |           |                        |                                                                                           |
| 25 | 1968  | Grozny                            | Aleksandr Zaïtsev                  | 11,5 / 16 | (+7 −0 =9)             | Anatoli Lein                                                                              |
| |       |                                   |                                    |           |                        |                                                                                           |
| 26 | 1970  | Kouïbychev                        | Anatoli Karpov                     | 12,5 / 17 | (+8 -0 =9)             | Nikolaï Kroguious                                                                         |
| 27 | 1971  | Penza                             | Valeri Zilberchtein Oleg Dementiev | 13 / 19   | (+9 -2 =8)             |                                                                                           |
| 28 | 1972  | Rostov-sur-le-Don                 | Vitali Tsechkovski                 | 13 / 19   | (+10 -3 =6)            | Noukhim Rachkovski Guennadi Timochtchenko                                                 |
| 29 | 1973  | Omsk                              | Valeri Korenski                    | 10 / 15   | (+10 -3 =6)            | J. Roussakov Vitali Tsechkovski (après un match de départage entre Korenski et Roussakov) |
| 30 | 1974  | Toula                             | Noukhim Rachkovski                 | 10 / 15   | (+6 -1 =8)             | Iouri Anikaev Alekseï Souétine Léo Tolonen                                                |
| En 1975, le championnat était remplacé par un système suisse, disputé à Tcheliabinsk et remporté par Tsechkovski (11 / 17) devant Igor Zaïtsev et Evgueni Svechnikov. |       |                                   |                                    |           |                        |                                                                                           |
| 31 | 1976  | Novossibirsk                      | Noukhim Rachkovski                 | 11 / 17   | (+6 -1 =10)            | Guennadi Timochtchenko                                                                    |
| 32 | 1977  | Volgograd                         | Valeri Jouravliov, Lev Psakhis     | 11 / 17   | (+9 -4 =4) (+8 -3 =6)  |                                                                                           |
| En 1978, le championnat était remplacé par un système suisse, disputé à Krasnodar et remporté par Valeri Zilberchtein et Svechnikov (8,5 / 11).                       |       |                                   |                                    |           |                        |                                                                                           |
| 33 | 1979  | Sverdlovsk                        | Aleksandr Pantchenko               | 10 / 15   | (+5 -0 =10)            | Lev Psakhis Noukhim Rachkovski                                                            |
| 34 | 1980  | Kazan                             | Aleksandr Petrouchine              | 11 / 14   | (+9 −1 =4)             | Vladimir E. Kozlov                                                                        |
| 35 | 1981  | Vladimir                          | Pavel Zaroubine                    | 10,5 / 15 | (+9 -3 =3)             | Semion Dvoïris                                                                            |
| 36 | 1982  | Stavropol                         | Anatoli Vaïsser (Valeri Tchekhov)  | 8,5 / 14  | (+4 −1 =9) (+3 -0 =11) | Match de départage terminé par l'égalité                                                  |
| En 1983, le championnat était remplacé par la spartakiade de Russie, un système suisse disputé à Krasnodar et remporté par Razouvaïev, Tsechkovski et Gousseïnov.     |       |                                   |                                    |           |                        |                                                                                           |
| 37 | 1984  | Briansk                           | Guennadi Tounik                    | 11,5 / 17 | (+8 −2 =7)             | Aleksandr Petrouchine                                                                     |
| 38 | 1985  | Sverdlovsk                        | Aleksandr Petrouchine              | 11,5 / 17 | (+9 -3 =5)             | Ievgueni Gleizerov Iouri Iakovitch                                                        |
| 39 | 1986  | Smolensk                          | Veniamine Chtirenkov               | 11,5 / 17 |                        | Andreï Kharitonov Aleksandr Goldine                                                       |
| 40 | 1987  | Koursk                            | Andreï Kharitonov                  | 11,5 / 17 | (+6 −0 =11)            | Vadim Rouban                                                                              |
| 41 | 1988  | Voronej                           | Ratmir Kholmov, Vadim Rouban       | 11 / 17   | (+6 -1 =10) (+8 -3 =6) |                                                                                           |
| 42 | 1989  | Gorki                             | Alekseï Vyjmanavine                | 10 / 13   | (+7 −0 =6)             | Semion Dvoïris                                                                            |
| 43 | 1990  | Kouïbychev et Rybinsk (départage) | Marat Makarov,                     | 9,5 / 15  | (+5 -1 =9)             | Vladimir Kramnik Maksim Sorokine Andreï Kharlov (battus lors du départage)                |
| 44 | 1991  | Smolensk                          | Sergueï Roublevski                 | 9,5 / 13  | (+7 −1 =5)             | Marat Makarov Ildar Ibraguimov                                                            |

## 1992 à 2003
Après la chute de l'URSS, le championnat russe fut réinstauré en tant que championnat national. Avant 2004, il était le plus souvent organisé sous forme d'un système suisse, et d'autres fois sous forme d'une élimination directe (en 1997 et 1999).
| Édition Année | Édition Année | Ville             | Vainqueur             | Marque   | Deuxième(s) (ou finaliste)                                            | Notes                                                                                   |
| ------------- | ------------- | ----------------- | --------------------- | -------- | --------------------------------------------------------------------- | --------------------------------------------------------------------------------------- |
| 45            | 1992          | Orel              | Aleksei Gavrilov      | 8 / 11   | Tregoubov, Landa et Agrest (7,5/11)                                   | (système suisse)                                                                        |
| 46            | 1993          | Tioumen           | Alekseï Bezgodov      | 6,5 / 9  | A. Moukhametov (6,5/9)                                                | (système suisse avec 64 joueurs)Bezgodov vainqueur du départage, bat Moukhametov 3 à 1. |
| 47            | 1994          | Elista            | Peter Svidler         | 8 / 11   | Mikhaïl Oulybine (7,5/11)                                             | (système suisse)                                                                        |
| 48            | 1995          | Elista            | Peter Svidler         | 7,5 / 11 | 2e-5e : Bareïev, Khalifman, Glek et A. Sokolov (7,5/11                | (système suisse) Svidler vainqueur au départage Bucholtz                                |
| 49            | 1996          | Elista            | Aleksandr Khalifman   | 8 / 11   | Dreïev et Dvoïris (7,5 / 11)                                          | (système suisse)                                                                        |
| 50            | 1997          | Elista            | Peter Svidler         | 12 / 16  | finaliste : Bareïev                                                   | tournoi à élimination directe                                                           |
| 51            | 1998          | Saint-Pétersbourg | Aleksandr Morozevitch | 7,5 / 11 | Svidler, Sakaïev et Chipov (7,5/11)                                   | (système suisse)Morozevitch vainqueur au départage                                      |
| 52            | 1999          | Moscou            | Konstantin Sakaïev    | 6,5 / 10 | finaliste : Bezgodov                                                  | tournoi à élimination directe                                                           |
| 53            | 2000          | Samara            | Sergueï Volkov        | 8 / 11   | 2e-6e : Roustemov, Asseïev, Kharlov, Ikonnikov et Svechnikov (7,5/11) | (système suisse)                                                                        |
| 54            | 2001          | Elista            | Aleksandr Motyliov    | 6,5 / 9  | Aleksandr Lastine                                                     | (système suisse)Motyliov vainqueur au départage                                         |
| 55            | 2002          | Krasnodar         | Aleksandr Lastine     | 6,5 / 9  | 2e-5e : Smirnov, Korotyliov, Roustemov et Iemeline                    | (système suisse)                                                                        |
| 56            | 2003          | Krasnoïarsk       | Peter Svidler         | 7 / 9    | Aleksandr Morozevitch                                                 | (système suisse avec 80 joueurs)Svidler vainqueur au départage                          |

## Depuis 2004: super-finale
À partir de 2004, le système tournoi toutes rondes est à nouveau employé, avec accès direct à la super-finale pour les meilleurs joueurs nationaux, tandis que les autres joueurs passent par les phases de qualification. La super-finale avait lieu à Moscou jusqu'en 2012. Elle est organisée à Nijni Novgorod en 2013, à Kazan en 2013, à Tchita en 2015 et à Novossibirsk en 2016.
| Édition Année | Édition Année | Champion              | Deuxième(s)                                       | Troisième(s)                                                                                 | Joueurs | Lieu               | Notes                                                                                               |
| ------------- | ------------- | --------------------- | ------------------------------------------------- | -------------------------------------------------------------------------------------------- | ------- | ------------------ | --------------------------------------------------------------------------------------------------- |
| 57            | 2004          | Garry Kasparov        | Aleksandr Grichtchouk                             | Alekseï Dreïev                                                                               | 12      | Moscou             | |
| 58            | 2005          | Sergueï Roublevski    | Aleksandr Morozevitch (2e) Dmitri Iakovenko (3e)  |                                                                                              | 12      | Moscou             | |
| 59            | 2006          | Ievgueni Alekseïev    | Dmitri Iakovenko (ex æquo)                        | Ernesto Inarkiev                                                                             | 12      | Moscou             | Alekseïev vainqueur après un match de départage contre Iakovenko                                    |
| 60            | 2007          | Aleksandr Morozevitch | Aleksandr Grichtchouk                             | Evgueni Tomachevski                                                                          | 12      | Moscou             | |
| 61            | 2008          | Peter Svidler         | Dmitri Iakovenko                                  | Ievgueni Alekseïev                                                                           | 12      | Moscou             | Svidler vainqueur après un mini-tournoi de départage contre Alekseïev et Iakovenko                  |
| 62            | 2009          | Aleksandr Grichtchouk | Peter Svidler                                     | Nikita Vitiougov                                                                             | 10      | Moscou             | |
| 63            | 2010          | Ian Nepomniachtchi    | Sergueï Kariakine (ex æquo)                       | Aleksandr Grichtchouk Peter Svidler                                                          | 12      | Moscou             | Nepomniachtchi vainqueur après un match de départage contre Kariakine,.                             |
| 64            | 2011          | Peter Svidler         | Aleksandr Morozevitch                             | Sergueï Kariakine Aleksandr Grichtchouk Vladimir Kramnik                                     | 8       | Moscou             | 6e : Ian Nepomniachtchi 7e : Galkine ; 8e : Timofeïev                                               |
| 65            | 2012          | Dmitri Andreïkine     | Sergueï Kariakine Peter Svidler Dmitri Iakovenko  |                                                                                              | 10      | Moscou             | Andreïkine vainqueur après un tournoi de départage entre six joueurs ; 5e-6e : Potkine et Alekseïev |
| 66            | 2013          | Peter Svidler         | Ian Nepomniachtchi (ex æquo)                      | Nikita Vitiougov Vladimir Kramnik                                                            | 10      | Nijni Novgorod     | Svidler remporte le match de départage contre Nempomniachtchi (1,5-0,5)                             |
| 67            | 2014          | Igor Lyssy            | Dmitri Iakovenko                                  | Denis Khismatoulline Ian Nepomniachtchi Nikita Vitiougov Aleksandr Morozevitch Peter Svidler | 10      | Kazan              | |
| 68            | 2015          | Evgueni Tomachevski   | Sergueï Kariakine                                 | Nikita Vitiougov                                                                             | 12      | Tchita             | |
| 69            | 2016          | Aleksandr Riazantsev  | Aleksandr Grichtchouk Evgueni Tomachevski         |                                                                                              | 12      | Novossibirsk       | 4e-5e : Svidler et Fedosseïev                                                                       |
| 70            | 2017          | Peter Svidler         | Nikita Vitiougov (ex æquo)                        | Daniil Doubov (3e) Vladimir Fedosseïev (4e)                                                  | 12      | Saint-Pétersbourg  | Svidler remporte le match de départage contre Vitiougov (2-0)                                       |
| 71            | 2018          | Dmitri Andreïkine     | Dmitri Iakovenko (ex æquo)                        | Evgueni Tomachevski                                                                          | 12      | Satka              | Andreïkine remporte le match de départage contre Iakovenko                                          |
| 72            | 2019          | Evgueni Tomachevski   | Nikita Vitiougov Maksim Matlakov Ernesto Inarkiev |                                                                                              | 12      | Votkinsk et Ijevsk | |
| 73            | 2020          | Ian Nepomniachtchi    | Sergueï Kariakine                                 | Vladimir Fedosseïev Daniil Doubov                                                            | 12      | Moscou             | |
| 74            | 2021          | Nikita Vitiougov      | Maksim Matlakov                                   | Dmitri Andreïkine Vladimir Fedosseïev                                                        | 12      | Oufa               | |
| 75            | 2022          | Daniil Doubov         | Sanan Siouguirov (ex æquo)                        | Evgueni Tomachevski Vladislav Artemiev Volodar Mourzine                                      | 12      | Tcheboksary        | Doubov remporte le match de départage contre Siouguirov.                                            |
| 76            | 2023          | Vladislav Artemiev    | Maksim Matlakov Pavel Ponkratov Ievgueni Naïer    |                                                                                              | 12      | Saint-Pétersbourg  | |
| 77            | 2024          | Vladislav Artemiev    | Andreï Essipenko (ex æquo)                        | Daniil Doubov Ievgueni Naïer Arseni Nesterov                                                 | 12      | Barnaoul           | Artemiev remporte le match de départage contre Essipenko.                                           |

## Palmarès du championnat de Russie féminin

### Championnat féminin de la RSFSR
- 1934 (Moscou) : Vera Tchoudova
- 1935 (Nijni Novgorod) : Nina Goloubeva
- 1947 (Ivanovo) : Olga Strelova
- 1948 (Kouybïchev) : Alexandra Daibo
- 1949 (Stavropol) : Vera Tikhomirova
- 1950 (Rostov-sur-le-Don) : Vera Tikhomirova
- 1951 (Ivanovo) : Tema Filanovskaïa
- 1952 (Saratov) : Vera Tikhomirova
- 1953 (Sotchi) : Vera Tikhomirova
- 1954 (Nijni Novgorod) : Tema Filanovskaïa
- 1955 (Taganrog) : Tema Filanovskaïa, Polichtchouk
- 1956 (Touapsé) : Valentina Borissenko
- 1957 (Kalouga) : Valentina Borissenko
- 1958 (Saratov) : Valentina Borissenko
- 1959 (Iaroslavl) : Klara Skegina
- 1960 (Sotchi) : Valentina Borissenko
- 1961 (Sverdlovsk) : Klara Skegina
- 1963 (Toula) : Klara Skegina
- 1964 (Doubna) : Natalia Konopliova
- 1966 (Krasnodar) : Rimma Bilounova
- 1968 (Naltchik) : Rimma Bilounova
- 1970 (Kostroma) : Vera Ooutchakova (Timochtchenko)
- 1971 (Krasnodar) : Lioudmila Lioubarskaïa
- 1972 (Volgograd) : Lioudmila Saounina
- 1973 (Arkhangelsk) : L. Veritcheva
- 1974 (Naltchik) : Aleksandra Kislova
- 1975 (Tcheliabinsk) : Aleksandra Kislova
- 1976 (Penza) : Valentina Kozlovskaïa
- 1977 (Kaliningrad) : Natalia Aliokhina
- 1979 (Kalouga) : Valentina Kozlovskaïa et Lioudmila Saounina
- 1980 (Voronej) : Elena Akhmilovskaïa
- 1981 (Sverdlovsk) : Nadejda Poutiatina
- 1982 (Ordjonikidzé) : Natalia Alekhina
- 1984 (Kaliningrad) : Larissa Polnareva
- 1985 (Lipetsk) : Lioudmila Saounina
- 1986 (Saratov) : Alla Grinfeld et Lioudmila Saounina
- 1987, 1988 et 1989 : (Sverdlovsk) : Tatiana Stepovaïa

### Depuis 1992
- 1992 : Svetlana Proudnikova
- 1993 : Lioudmila Zaïtseva
- 1994 (Elista) :  Ekaterina Kovalevskaïa
- 1995 (Elista) : Ioulia Diomina
- 1996 (Elista) : Lioudmila Zaïtseva
- 1997 (Elista) : Alissa Galliamova
- 1998 (Elista) : Sevetlana Proudnikova
- 1999 (Elista) : Ioulia Diomina
- 2000 (Elista) : Ekaterina Kovalevskaïa
- 2001 (Elista) : Olga Zimina
- 2002 (Elista) : Tatiana Kosintseva
- 2003 (Elista) : Irina Slavina
- 2004 (Elista) : Tatiana Kosintseva
- 2005 (Samara) : Alexandra Kosteniouk
- 2006 (Gorodets) : Ekaterina Korbout
- 2007 (Moscou) : Tatiana Kosintseva (au départage Sonneborn-Berger)
- 2008 (Moscou) : Nadejda Kosintseva
- 2009 (Moscou) : Alissa Galliamova
- 2010 (Moscou) : Alissa Galliamova (après départage contre Natalia Pogonina)
- 2011 (Moscou) : Valentina Gounina
- 2012 (Moscou) : Natalia Pogonina
- 2013 (Nijni Novgorod) : Valentina Gounina
- 2014 (Kazan) : Valentina Gounina
- 2015 (Tchita) : Aleksandra Goriatchkina
- 2016 (Novossibirsk) : Alexandra Kosteniouk
- 2017 (Saint-Pétersbourg) : Aleksandra Goriatchkina (après départage contre Natalia Pogonina)
- 2018 (Satka) : Natalia Pogonina (après départage contre Olga Guiria)
- 2019 (Votkinsk et Ijevsk) : Olga Guiria (après départage contre Natalia Pogonina)
- 2020 (Moscou) : Aleksandra Goriatchkina (après départage contre Polina Chouvalova)[26]
- 2021 (Oufa) : Valentina Gounina[27]
- 2022 (Tcheboksary) : Valentina Gounina[28]
- 2023 (Saint-Pétersbourg) : Baïra Kovanova[29]
- 2024 (Barnaoul) : Kateryna Lagno[31]

## Champions d'échecs par correspondance
Champions d'URSS par correspondance
1. Aleksandr Konstantinopolski (1948-1951)
2. Piotr Atiashev (1952-1955)
3. Gueorgi Borissenko - Piotr Doubinine (1955-1957)
4. Anatoli Sadomski (1957-1960)
5. Gueorgi Borissenko - Jakov Estrine (1960-1963)
6. Vladimir Simaguine (1963-1964)
7. Mikhail Yudovich (1965-1966)
8. Sergueï Sokolov (1967-1968)
9. Lev Omeltchenko (1969-1970)
10. Lev Omeltchenko (1971-1972)
11. Anatoli Voizech (1973-1975)
12. Vladimir Semeniouk (1975-1977)
13. Mikhaïl Oumanski (1977-1978)
14. Boris Postovski (1979-1980)
15. Aleksandr Lipiridi (1981-1983)
16. Dmitri Barach (1984-1986)
17. Igor Kopilov (1987-1988)
18. Vladimir Yarkov (1989-1990)
19. Iouri Zelinski (1991-1993)

Champions de RSFSR
1. Garald Sorokine (1966-1968)
2. Lev Omeltchenko (1968-1970)
3. Vladimir Semeniouk (1970-1971)
4. Nikolai Krivoun (1972-1973)
5. Mikhaïl Oumanski (1974-1975)
6. Viktor Nikitine (1976-1977)
7. Viktor Demidenko (1978-1979)
8. Alekseï Ptchelkine (1980-1983)
9. Vladimir Yarmolik (1983-1984)
10. Sergueï Khlousevitch (1984-1987)
11. Alekseï Ptchelkine (1987-1988)
12. Viktor Skobeïev (1988-1990)
13. Vladimir Roslov (1991-1993)

Champions de Russie
1. Sergueï Kouznetsov (1994-1996)
2. Sergueï Romanov 1997-1999)
3. Aleksandr Douchine (2000-2003)
4. Jalil Davletov (2003-2007)  [32]
5. Sergueï Matyoukine (2007-2009)  [33]
6. Andreï Nekhaïev (2010-2013)  [34]
7. Evgeny Pivinski (2011-2014) [35]
8. Sergueï Matyoukhine (2013-2015)  [36]
9. Alekseï Voll (2015-2018)  [37]
10. Evgeny Lobanov - Mikhail Churkin (2017-2018)  [38]
11. Rusian Tieptsok (2018-2019)  [39]
12. Rusian Tieptsok (2018-2020)  [40]
13. Andreï Nekhaïev (2019-2021)  [41]
14. Mikhail Romm (2022-2023)  [42]